# Heimbach (Eifel)
Heimbach is een stad in Duitsland. Zij ligt in de Eifel, in deelstaat Noordrijn-Westfalen, Kreis Düren, op 15 km van de grens met België en vanuit Nederland gezien 30 km verder dan Aken. De stad telt 4.312 inwoners (31 december 2020) op een oppervlakte van 64,96 km². Heimbach is daarmee de kleinste stad van Noordrijn-Westfalen.

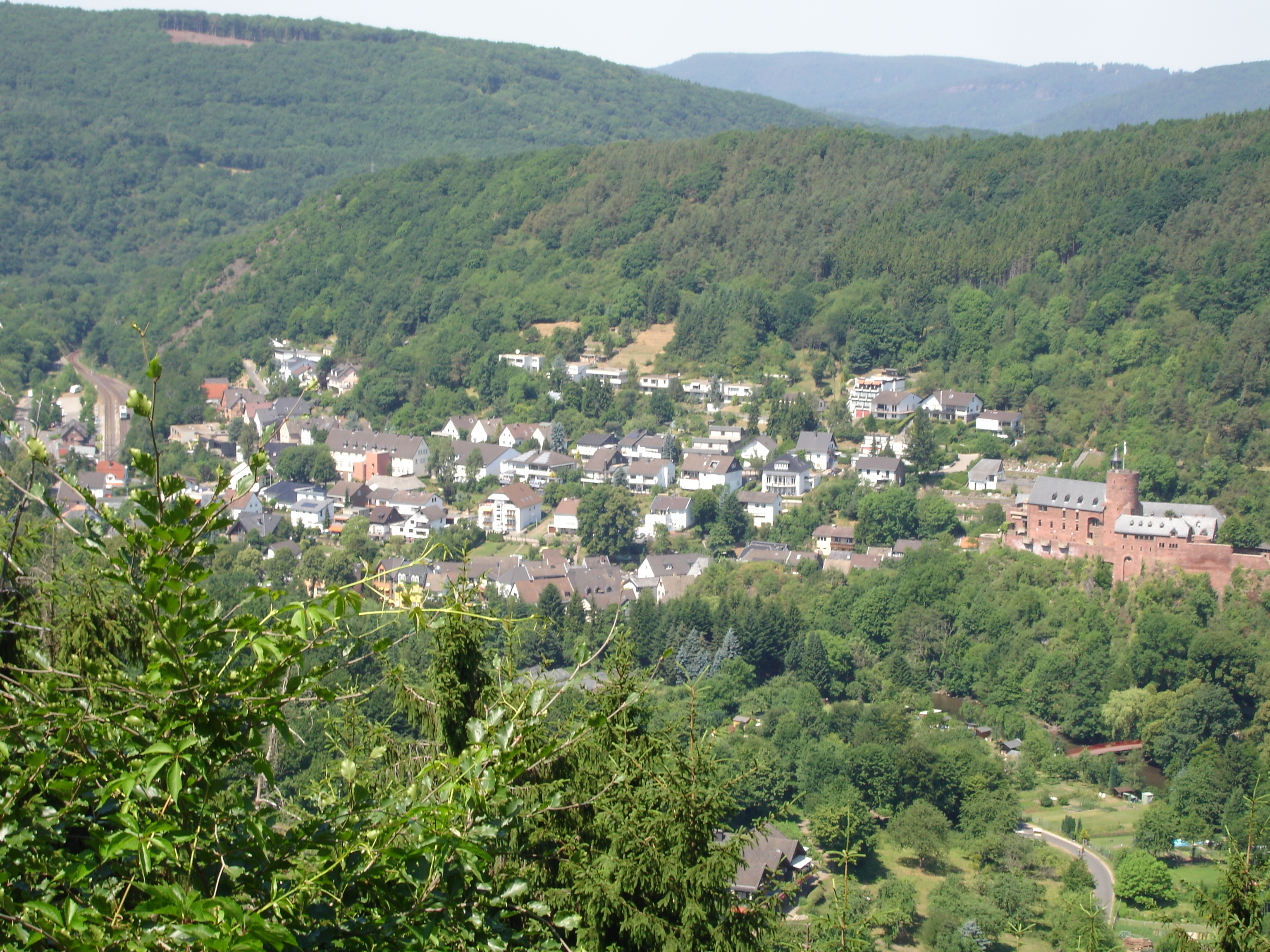
Zicht op de stad

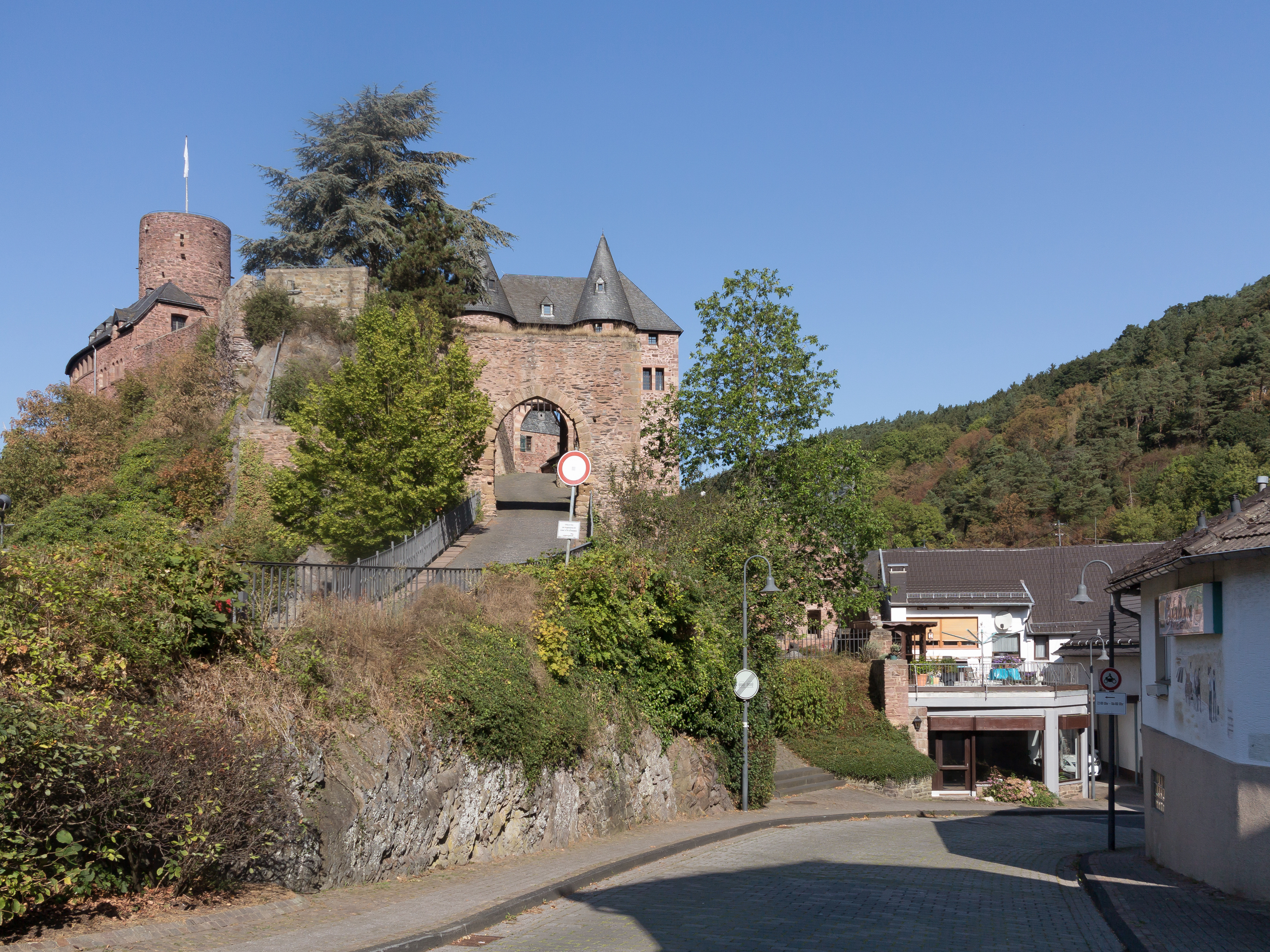
Burg Hengebach

## Plaatsen in de gemeente Heimbach
De stad bestaat uit de volgende kernen:
- Blens
- Düttling
- Hasenfeld
- Hausen
- Heimbach
- Hergarten
- Vlatten

Kleinere nederzettingen zijn o.a. Fischbachtal, Walbig, Schwammenauel en Buschfelder Hof.
Bezienswaardig in Heimbach zijn naast de abdij Marienwald de burcht Hengebach en de in Jugendstil gebouwde elektriciteitscentrale Heimbach.

## Afbeeldingen

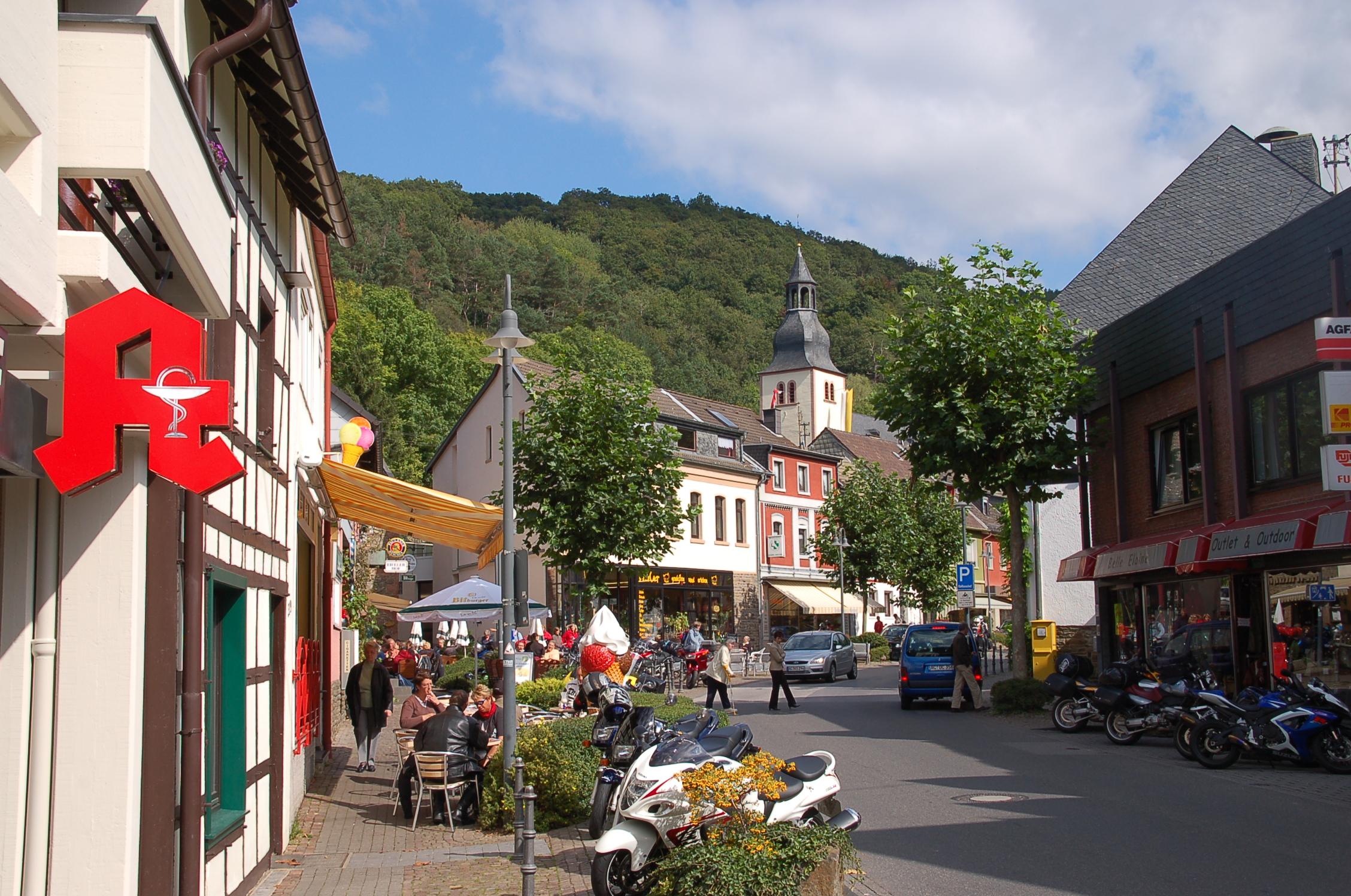
Centrum
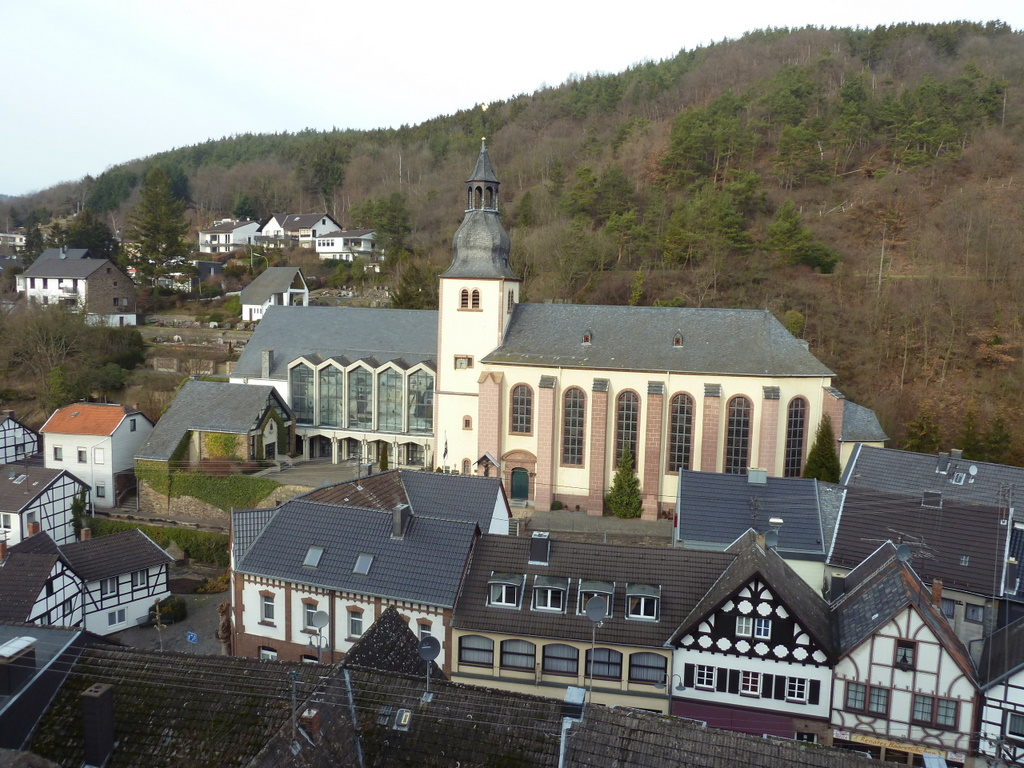
St. Salvator-kerk (links) en St. Clemens-kerk (rechts)
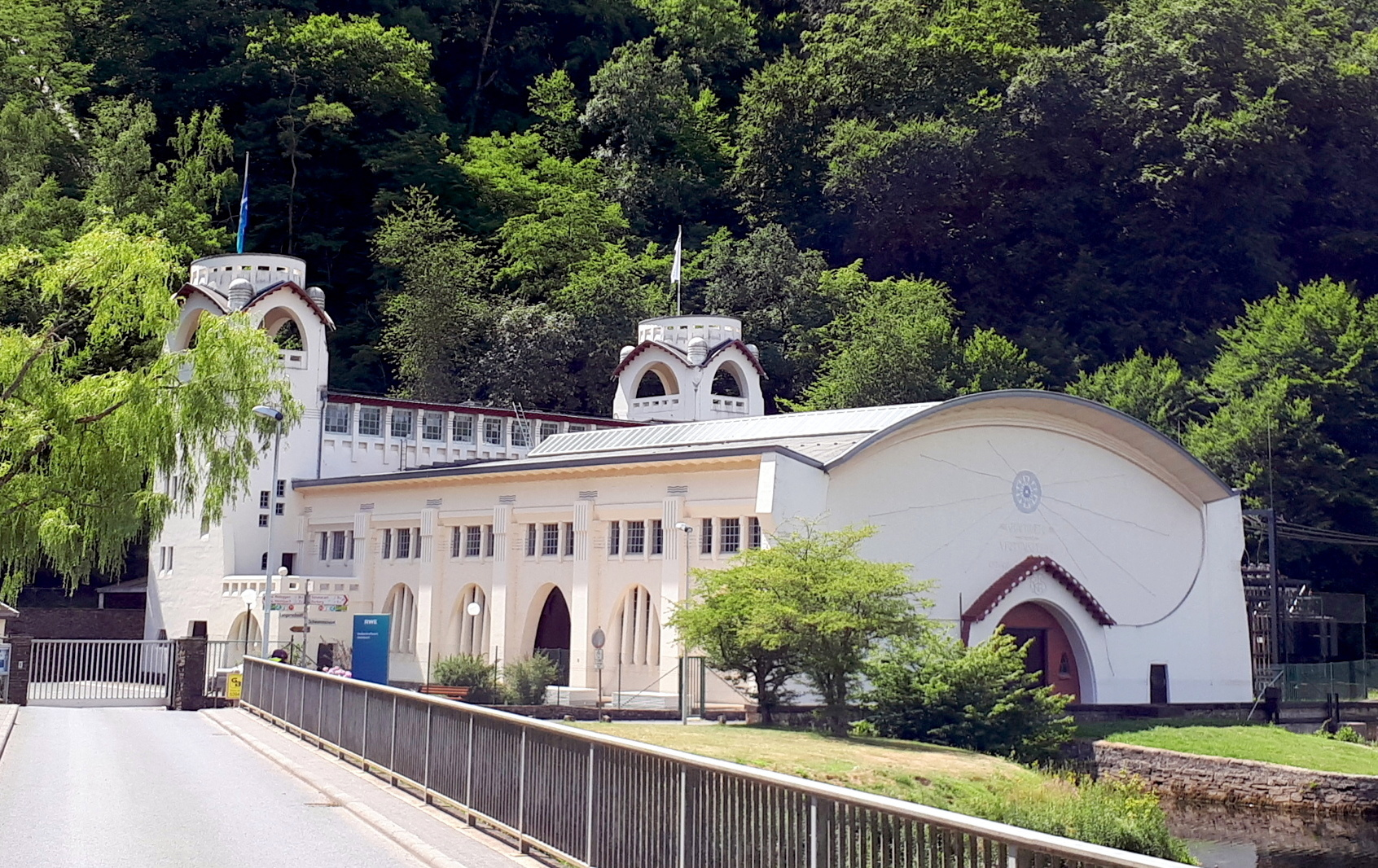
Elektriciteitscentrale
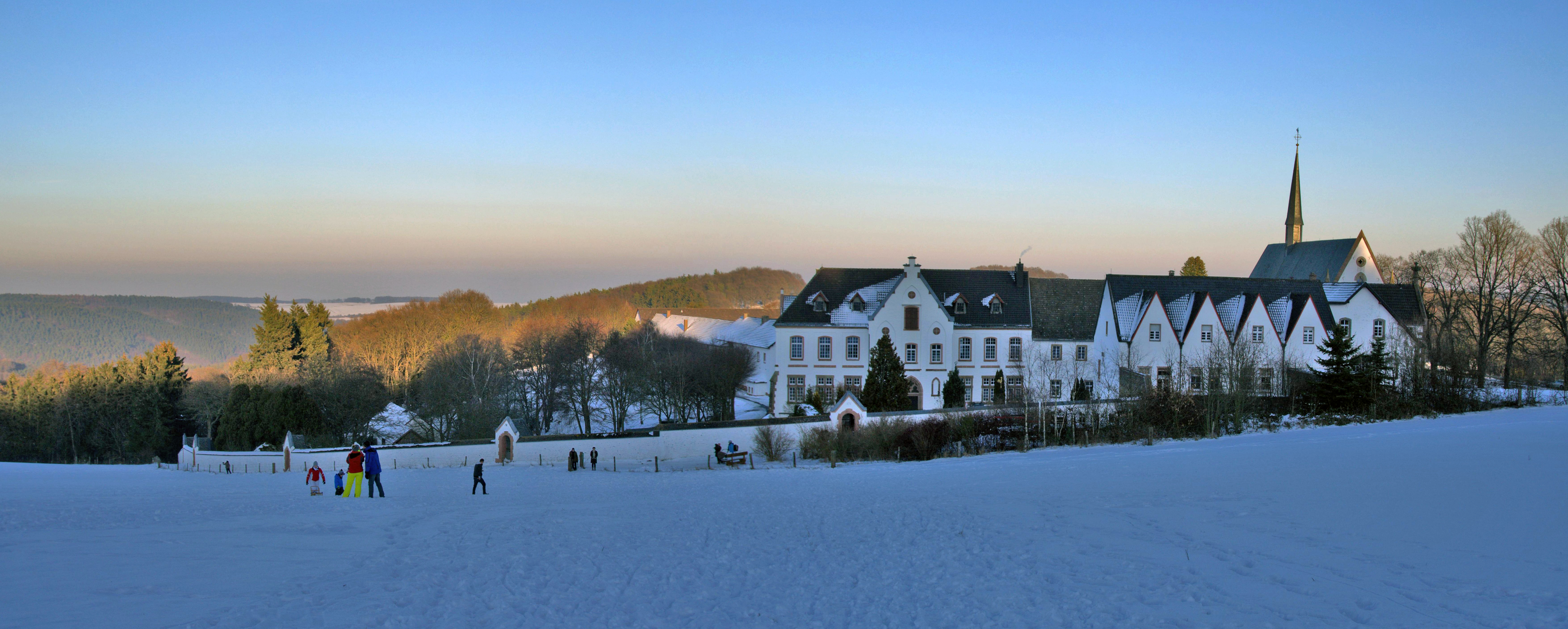
Abdij Mariawald

Aldenhoven · Düren · Heimbach · Hürtgenwald · 
Inden · Jülich · Kreuzau · Langerwehe · Linnich · Merzenich · Nideggen · Niederzier · Nörvenich · Titz · Vettweiß